# 23-as busz (Szombathely)
A szombathelyi 23-as jelzésű autóbusz a Vasútállomás és a Petőfi telep, autóbusz-forduló megállóhelyek között közlekedik. A vonalat a Blaguss Agora üzemelteti. A buszokra csak az első ajtón lehet felszállni.

## Története
2022. augusztus 1-től útvonalát meghosszabbították a Vasútállomásig, valamint ütemes menetrendet vezettek be.

## Közlekedése
Csak hétköznap közlekedik, a reggeli és a délutáni csúcsidőben, 60 percenként. A járat kiegészítéseként a 6663-as számú Volánbusz járatokon elfogadják a helyi jegyeket, illetve bérleteket, az Autóbusz-állomás - Petőfi telep szakaszon.

## Útvonala
| Petőfi telep, autóbusz-forduló felé | Vasútállomás felé |
| --- | --- |
| Vasútállomás - Szelestey László utca - Petőfi Sándor utca - Magyar László utca - Dózsa György utca - Óperint utca - Kiskar utca - Bürü utca - Sorok utca - Károly Róbert utca - Szent Gellért utca - Körmendi út - - Halastó utca - Petőfi telep, autóbusz-forduló | Petőfi telep, autóbusz-forduló - Halastó utca - - Körmendi út - Szent Gellért utca - Károly Róbert utca - Sorok utca - Bürü utca - Kiskar utca - Óperint utca - Dózsa György utca - Magyar László utca - Petőfi Sándor utca - Király utca - Széll Kálmán utca - Vasútállomás |

## Megállói
| 0  | Vasútállomás                                                       | 21 | 1U, 2A, 2C, 3H, 5, 6, 6H, 7, 9, 10H, 12, 20A, 20C, 21, 21A, 22, 25, 27, 27A, 29A, 29C, 30Y | Szombathely Helyi autóbusz-állomás, Éhen Gyula tér |
| 2  | Szelestey László utca 27.                                          | ∫  | 1U, 12, 21, 22, 25                                                                         | |
| ∫  | 56-osok tere (Széll Kálmán utca)                                   | 20 | 1U, 2A, 3H, 5, 6, 6H, 7, 9, 10H, 12, 20A, 21, 21A, 22, 25, 27, 27A, 29A, 30Y               | 56-osok tere, Vámhivatal, Földhivatal, Államkincstár, Gyermekotthon |
| 3  | Szelestey László utca 15.                                          | ∫  | 1U, 12, 21, 22, 25                                                                         | SZTK, Művelődési és Sportház |
| ∫  | Savaria Nagyszálló                                                 | 18 | 1U, 12, 21, 22, 25                                                                         | MÁV Zrt. Területi Igazgatóság, Savaria szálló, Mártírok tere, Savaria Mozi |
| 4  | Berzsenyi Könyvtár                                                 | 17 | 1U, 12, 21, 22, 25                                                                         | Berzsenyi Dániel Könyvtár, Petőfi Üzletház, A 14 emeletes épület, Domonkos rendház, Nemzeti Adó- és Vámhivatal, Tüdőszűrő, Paragvári utcai Általános Iskola                                                                                          |
| 5  | Autóbusz-állomás (Petőfi utca)                                     | 15 | 1U, 4H, 5, 5H, 7H, 9, 10H, 27, 27A, 30Y                                                    | Autóbusz-állomás, Ady Endre tér, Tűzoltóság, Régi börtön, Megyei Művelődési és Ifjúsági Központ, Kereskedelmi és Vendéglátói Szakközépiskola, Puskás Tivadar Szakképző Iskola, Járdányi Paulovics István Romkert, Weöres Sándor Színház, Kollégiumok |
| 7  | Savaria Egyetemi Központ (Korábban: Nyugat Magyarországi Egyetem)  | 13 | 1U                                                                                         | ELTE Savaria Egyetemi Központ, Károlyi Gáspár tér, Református templom, Nagy Lajos Gimnázium, Aranyhíd Nevelési-Oktatási Integrációs Központ |
| 9  | Óperint üzletház                                                   | 12 | 1U, 7                                                                                      | Óperint üzletház, Nyomda, Kiskar utcai rendelő, Evangélikus templom |
| 10 | Nyomda                                                             | ∫  | 1U, 4H, 5, 5H, 7, 7H, 9, 10H, 27, 27A, 30Y                                                 | Nyomda, Óperint üzletház, Smidt Múzeum, Kiskar utcai rendelő, Sarlós Boldogasszony-székesegyház, Megyeháza, Püspöki Palota, Nyugat Magyarországi Egyetem D Épület, Levéltár                                                                          |
| 11 | Juhász Gyula utca                                                  | 9  | 4H                                                                                         | |
| 12 | Waldorf iskola (Korábban: Fiatal Házasok Otthona)                  | 8  | 2A, 2C, 4H, 6, 6H, 8H, 12, 20A, 20C, 21, 29A, 29C                                          | Apáczai Waldorf Általános Iskola, Fiatal Házasok Otthona, SAVARIA PLAZA |
| ∫  | Károly Róbert utca 36. (Korábban: Károly Róbert utca 38.)          | 8  | 12, 21                                                                                     | |
| 13 | Szent Gellért utca 64.                                             | 7  | 2A, 2C, 4H, 6, 6H, 8H, 12, 20A, 20C, 21, 29A, 29C                                          | |
| 14 | VOLÁNBUSZ Zrt. (Korábban: ÉNYKK Zrt.)                              | 6  | 4H, 6, 6H                                                                                  | VOLÁNBUSZ Zrt., INTERSPAR |
| 16 | BPW-Hungária Kft., bejárati út (Korábban: Futóműgyár, bejárati út) | 4  |                                                                                            | BPW-Hungária Kft., Szennyvíztelep |
| 17 | Újperint, bányató (Korábban: Hatlábú csárda)                       | 2  |                                                                                            | Újperinti bányató |
| 19 | Petőfi telep, autóbusz-forduló                                     | 0  |                                                                                            | Petőfi telepi templom, Petőfi telepi sportálya |

1. ↑  Munkanapokon, a Petőfi telepről, 7:15-kor induló járat megáll a Károly Róbert utca 36. megállóhelynél is.

| 0  | 0 | Autóbusz-állomás               | 15 | 1U, 4H, 5, 5H, 7H, 9, 10H, 27, 27A, 30Y | Autóbusz-állomás, Ady Endre tér, Tűzoltóság, Régi börtön, Megyei Művelődési és Ifjúsági Központ, Kereskedelmi és Vendéglátói Szakközépiskola, Puskás Tivadar Szakképző Iskola, Járdányi Paulovics István Romkert, Weöres Sándor Színház, Kollégiumok |
| 3  | 1 | Savaria Egyetemi Központ       | 11 | 1U                                      | ELTE Savaria Egyetemi Központ, Károlyi Gáspár tér, Református templom, Nagy Lajos Gimnázium, Aranyhíd Nevelési-Oktatási Integrációs Központ |
| 4  | 2 | Centenáris híd                 | 9  | 2A, 2C, 20A, 20C, 29A, 29C              | Savaria Plaza, Szalézi templom, Jáki úti rendelő, Apáczai Waldorf Általános Iskola |
| 6  | 4 | VOLÁNBUSZ Zrt.                 | 6  | 4H, 6, 6H                               | VOLÁNBUSZ Zrt., INTERSPAR |
| 7  | 5 | BPW-Hungária Kft., bejárati út | 4  |                                         | BPW-Hungária Kft., Szennyvíztelep |
| 10 | 8 | Petőfi telep                   | 0  |                                         | Petőfi telepi templom, Petőfi telepi sportálya |